# 三浦篤 (政治家)

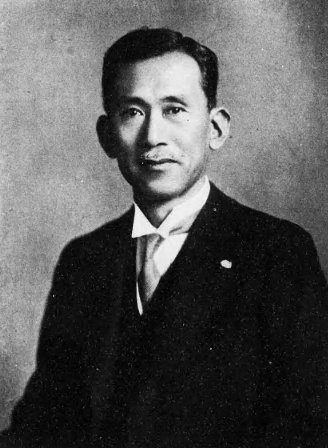
三浦篤

三浦 篤（みうら あつし、1888年（明治21年）1月 - 1973年（昭和48年）5月29日）は、宮内官僚。宮城県古川市長。

## 経歴
宮城県出身。旧制宮城県立古川中学校（現在の宮城県古川高等学校）を経て、1913年（大正2年）に東京帝国大学法科大学政治科を卒業。帝室林野局事務官、内蔵寮主計課長・財務課長、大臣官房大膳課長、内蔵頭、帝室林野局長官を歴任した。
のち古川市長を務めた。

## 親族
- 菅原通敬 - 妻の父[1]。大蔵次官。貴族院議員、枢密顧問官
- 三浦義男 - 実弟。宮城県知事。
- 藤崎勝男 - 実弟。藤崎 (百貨店)創業者4代目藤崎三郎助の婿養子

## 栄典
- 1940年（昭和15年）8月15日 - 紀元二千六百年祝典記念章[4]